# Château du Haut-Buc
Le château du Haut-Buc se situe dans la commune de Buc, dans le département des Yvelines, en France.

## Histoire
Rattaché au bailliage royal à la fin du XVIIe siècle et situé dans le grand parc de Versailles de l’époque, le château du Haut-Buc servit notamment à Louis XIV, alors roi de France, à héberger son fils naturel le comte de Toulouse et duc de Penthièvre, Louis Alexandre de Bourbon qu’il eut de Madame de Montespan, et à le soustraire ainsi aux yeux de la cour avant qu’il ne soit légitimé en 1681.
En 1740, le château fut détruit sur ordre de Louis XV mais un autre édifice fut érigé sur l’emplacement entre 1864 et 1866. Ce nouveau château fut construit pour Léon Thomas, riche bourgeois parisien, avant d’être acheté en 1893 par Noël Bardac. Cédé en 1918 à Gentilli di Giuseppe, astronome passionné qui installera même dans les jardins un télescope géant en 1922. Il quitte le château en 1929 et le domaine est acquis par un couple américain, les Mac Cune. À partir de 1939, il est abandonné, puis occupé par l'armée allemande, qui utilise l'aérodrome proche.
L’État achète la propriété en 1954 et l’utilise comme bâtiment scolaire, internat du Lycée La Bruyère (de filles) à Versailles. La commune quant à elle, ne se l’approprie qu’en 1988 et le rénove en l’an 2000.
Le lycée franco-allemand de Buc, qui a quitté les locaux du lycée Hoche de Versailles pour ce nouveau site à l’automne 1981, a été construit sur une partie du domaine.

## Architecture
Le château de trois étages dont un attique de style XIXe siècle, possède un grand balcon de style Louis XV. Le toit en terrasse est bordé d’une balustrade. Des niches sculptées ornent les façades.
Un peu à l’écart, le pavillon de gardien est le dernier reste des constructions du XVIIe siècle.

## Jardins

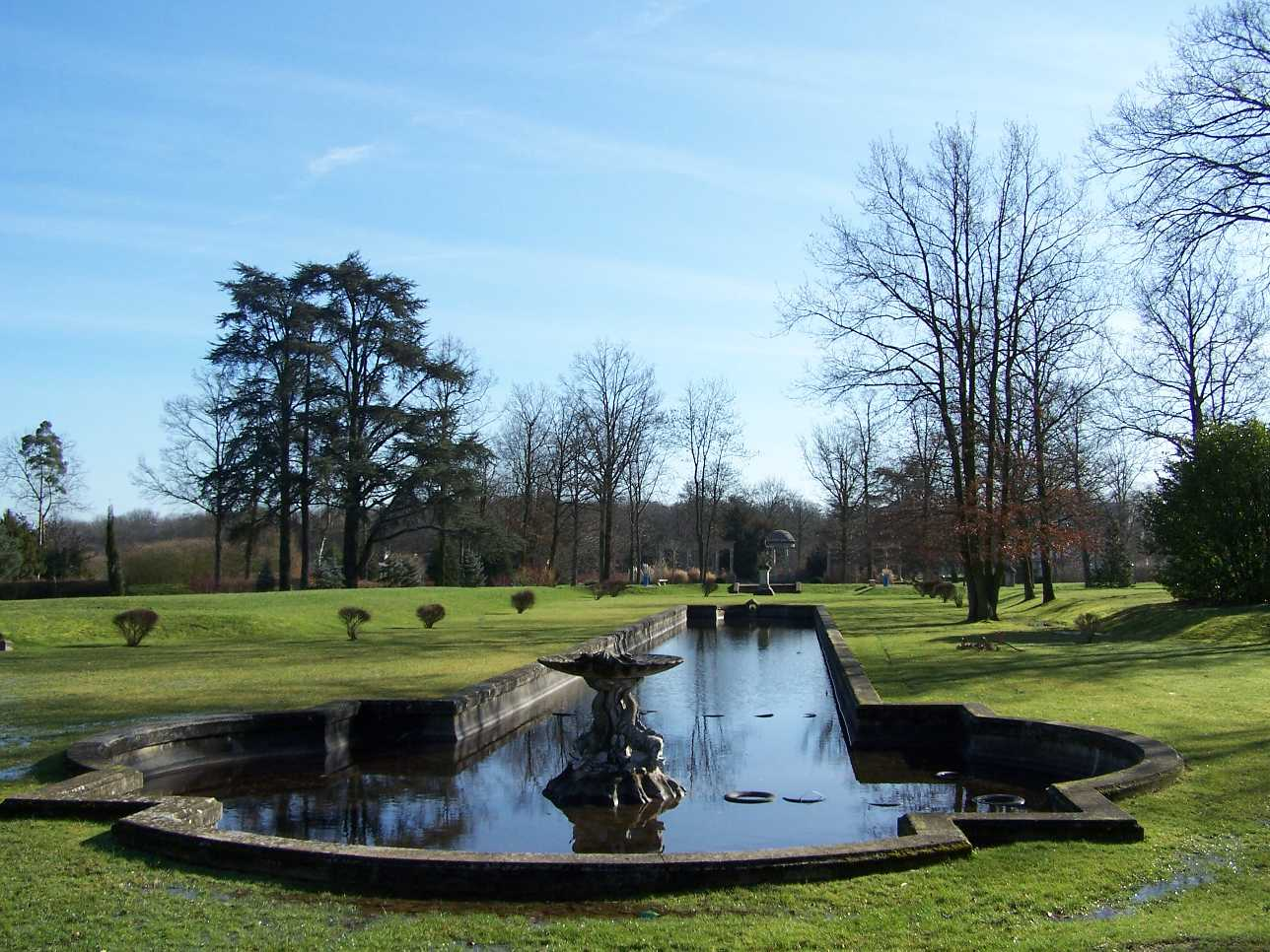
Vue du canal

Les jardins du château, réaménagés par Éric Pouchin dans les années 90, aujourd’hui jardin public, possèdent une colonnade d’ordre ionique ainsi qu’un ensemble sculptural de cinq œuvres, dont une allégorie de l’Air, une autre du Printemps, un sphinx, un couple de panthères et une Hébé avec l’aigle de Jupiter. Ces sculptures sont des copies d’œuvres d’Étienne Le Hongre et de Pierre Ier Legros. Le domaine est aussi agrémenté d’un canal.

## Galerie

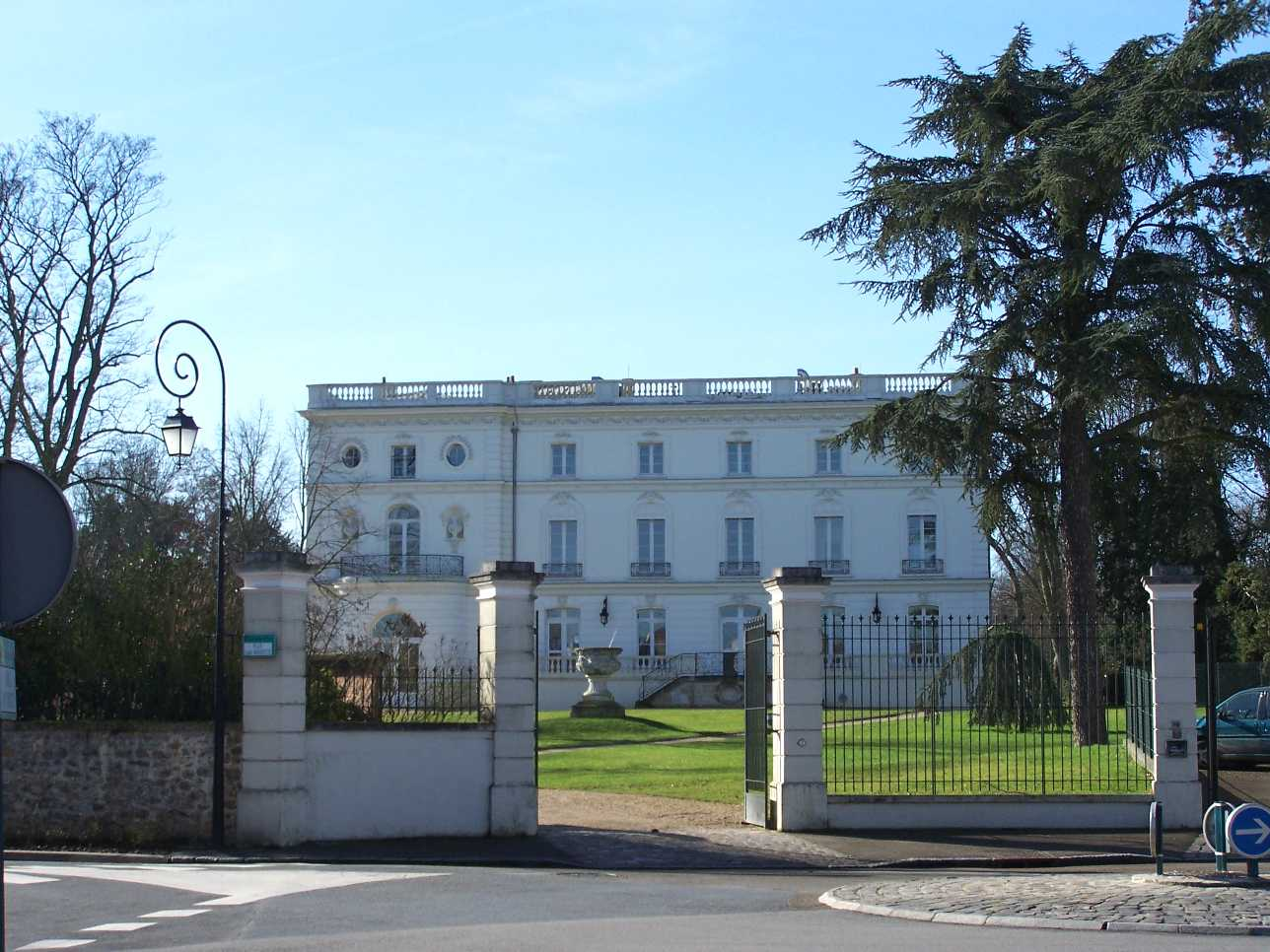
L'entrée du château
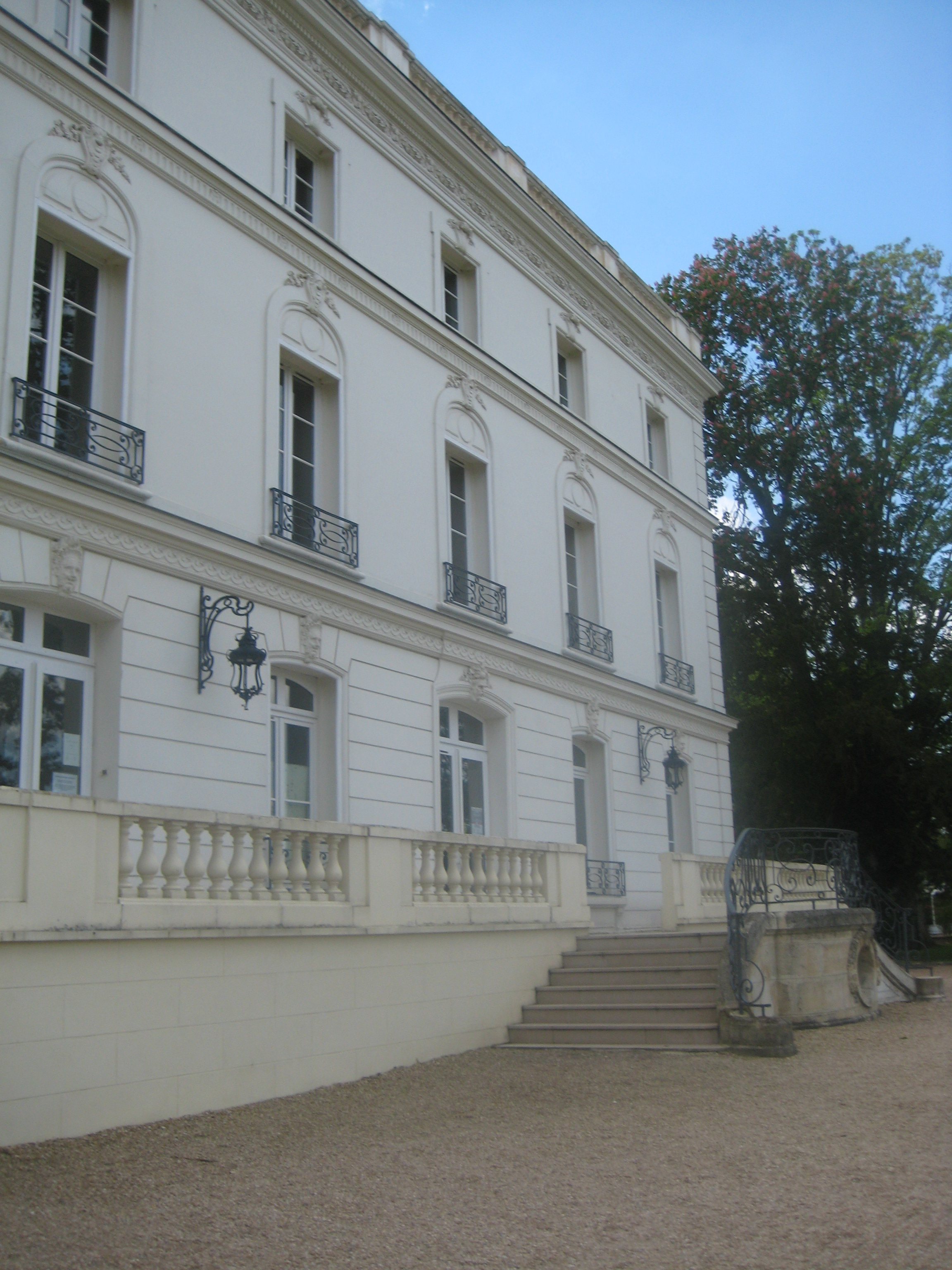
L'escalier
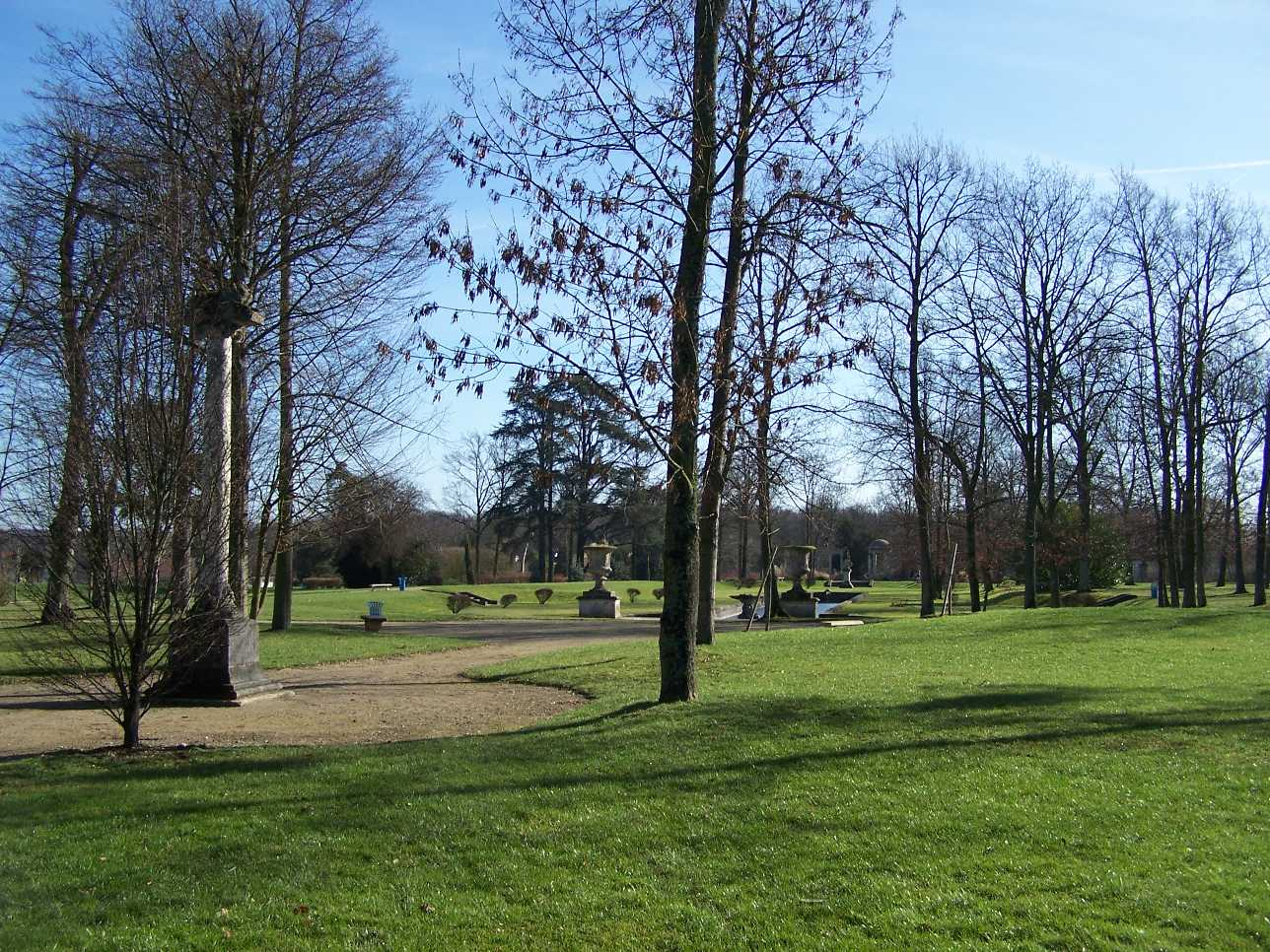
Vue du parc
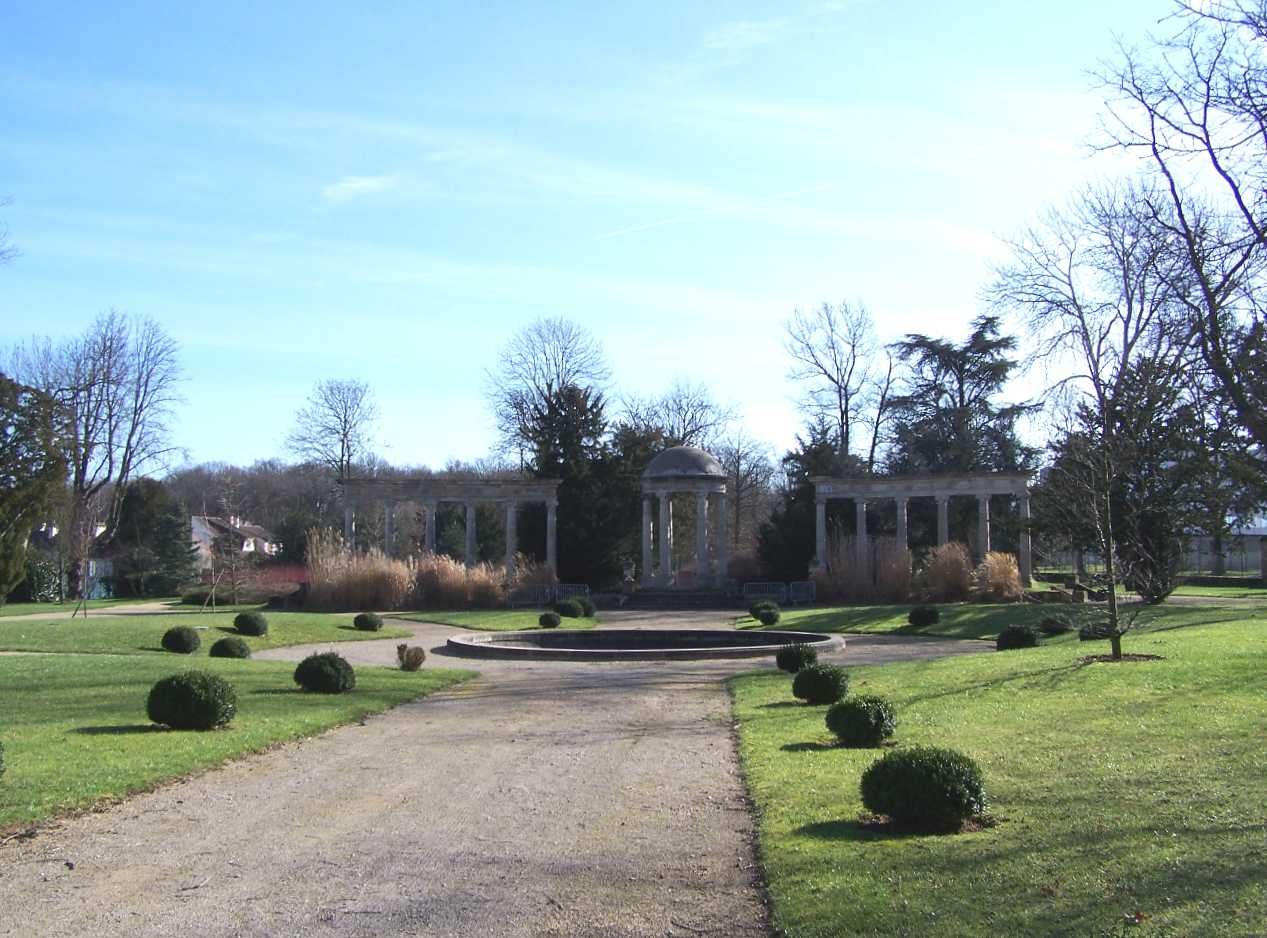
La colonnade
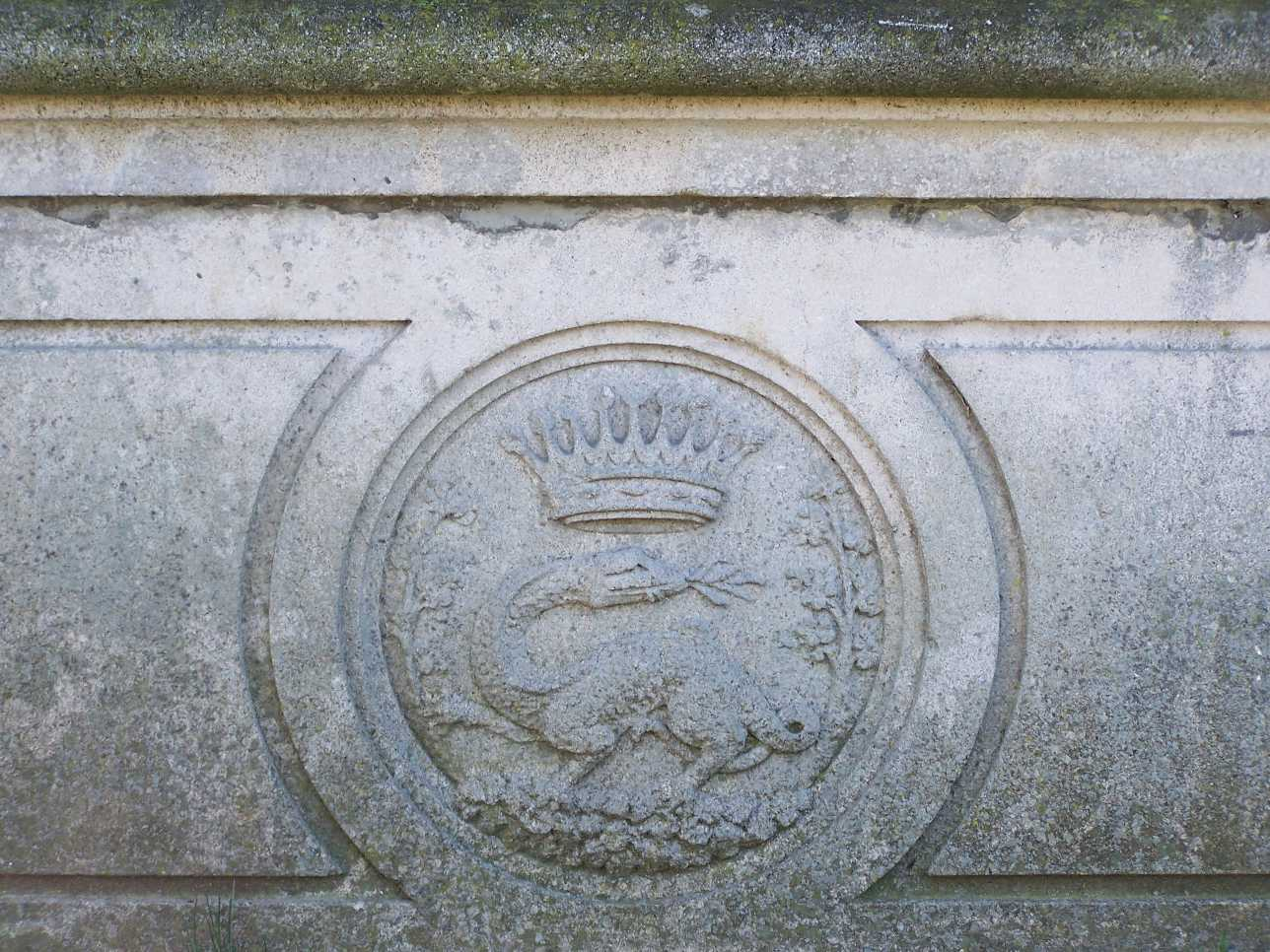
Salamandre de François Ier décorant le piédestal d'une statue
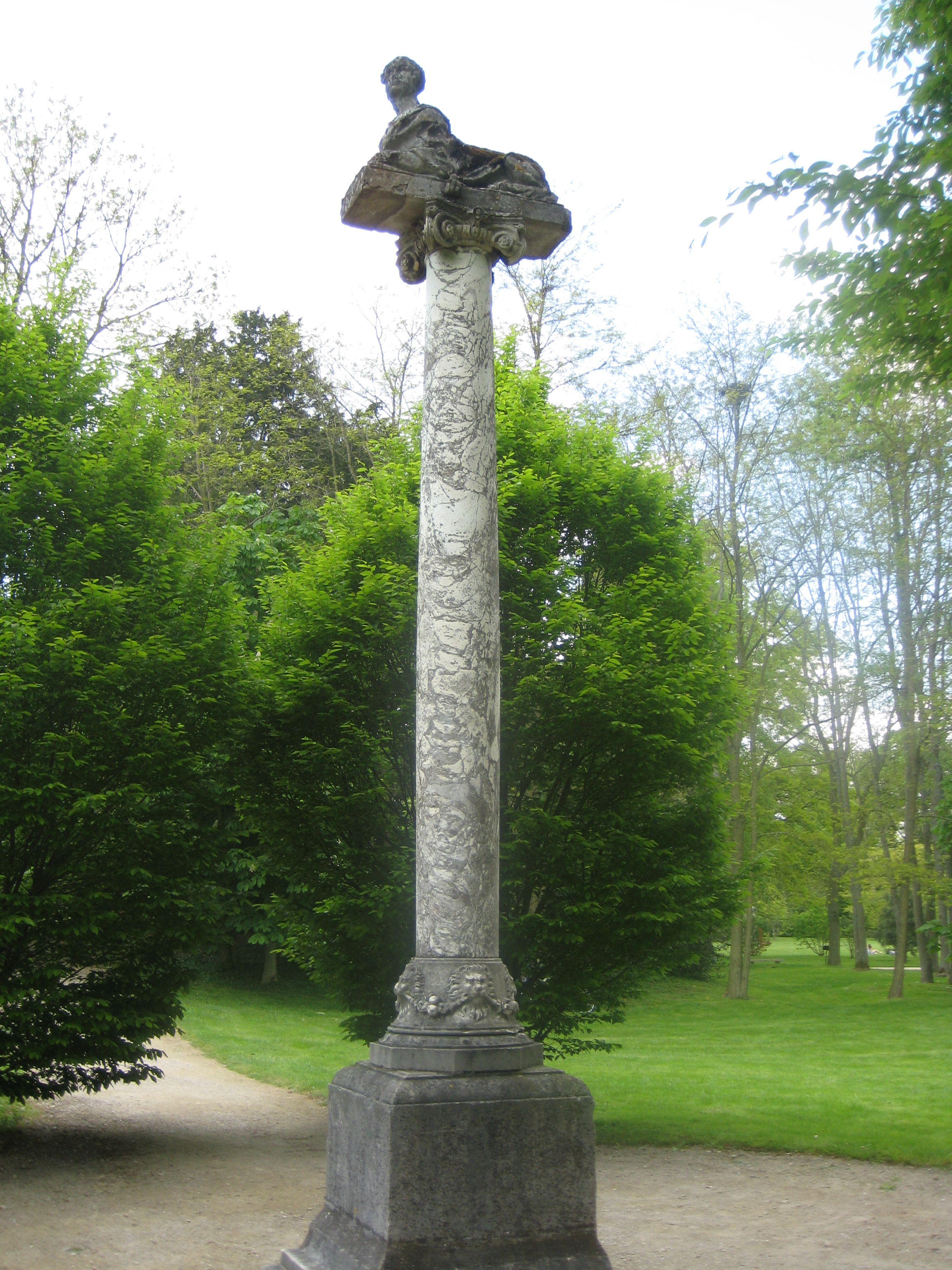
Colonne

## Divers
Le château du Haut-Buc apparaît, avec une architecture altérée et sous le nom fictif de château de Troussalet, dans l’album  S.O.S. Météores (1959) d’Edgar P. Jacobs, une des aventures de Blake et Mortimer.